# Rindenwanzen

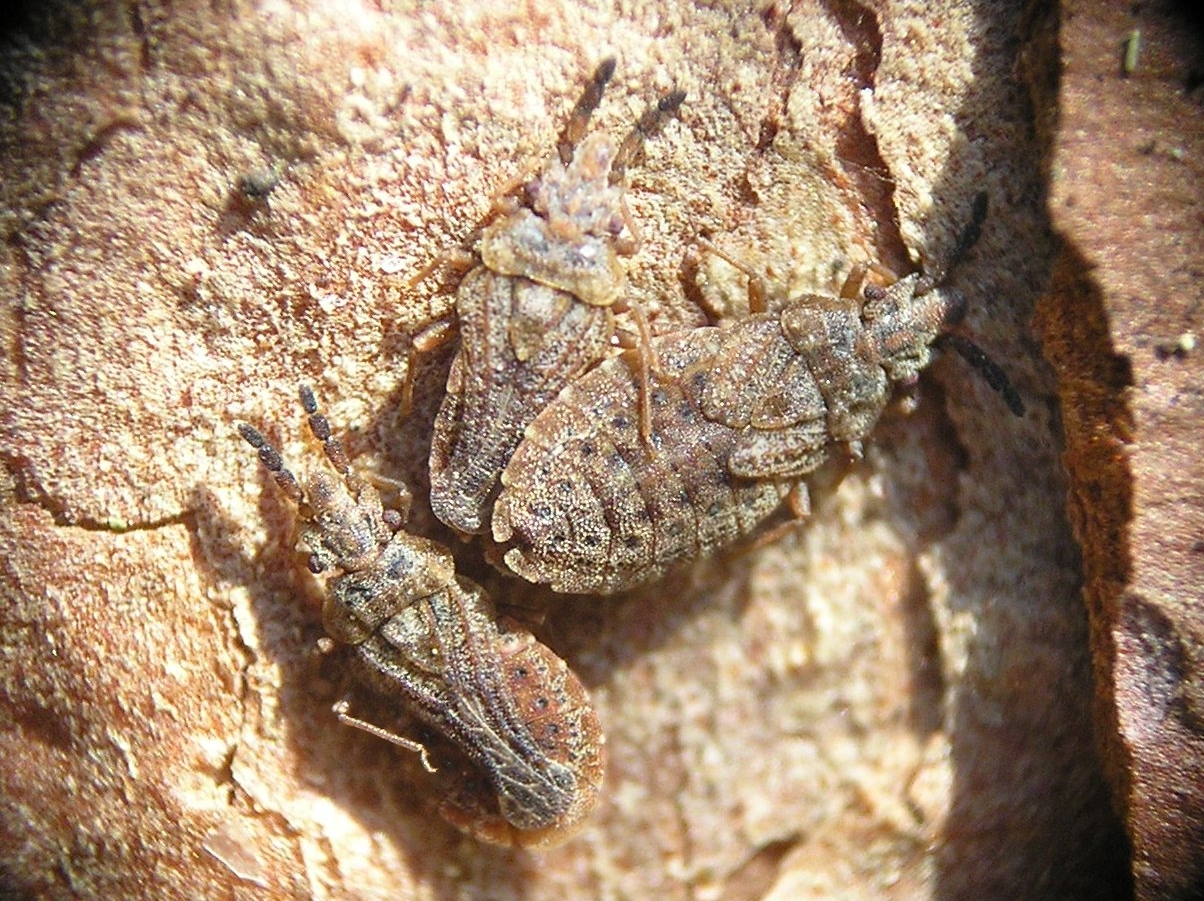
Kiefernrindenwanzen (Aradus cinnamomeus); Männchen und Weibchen (rechts) bei der Paarung und ein weiteres Männchen

Die Rindenwanzen oder Aradidae sind eine weltweit verbreitete Familie der Wanzen (Heteroptera). Von ihnen sind zumindest 2000 Arten in rund 200 Gattungen bekannt. In Europa kommen 54 Arten vor. In Deutschland kommen zwei Arten der Gattung Aneurus vor, 18 Arten der Gattung Aradus und eine Art der Gattung Mezira. Die Rindenwanzen zeigen an vielen Merkmalen, die bei den anderen Familien der Pentatomomorpha weitgehend konstant gleich ausgebildet sind, eine auffällige Variabilität.

## Merkmale
Die Rindenwanzen sind 3 bis 11 Millimeter lang. Sie haben einen stark verbreiterten und abgeflachten Körper, an deren Oberfläche sich oft Höcker, Warzen oder Auswüchse befinden. Vielfach sind sie auf Baumrinde oder Totholz hervorragend getarnt, dementsprechend sind sie meistens braun oder schwarz gefärbt. Die Tiere haben einen ganz besonderen Bau der Mundwerkzeuge, den ansonsten nur die Termitaphididae aufweisen: Ihr extrem langer Stechrüssel ist mehrfach körperlang und wird im Ruhezustand im Inneren der verlängerten Kopfkapsel aufgerollt. Bei vielen Arten ist ein starker Flügelpolymorphismus ausgebildet. Das heißt, es gibt Individuen mit gut entwickelten Flügeln und andere mit mehr oder weniger zurückgebildeten Flügeln. Die meisten mitteleuropäischen Rindenwanzen haben gut ausgeprägte (makroptere) Flügel und können gut fliegen. Viele der tropischen Arten sind hingegen flügellos und haben nicht selten starke morphologische Veränderungen am Körper, die ihre Tarnung perfektionieren. Die Rindenwanzen haben keine Punktaugen (Ocelli). Ihr deutlich viersegmentiges Labium ist in der Regel kurz und kräftig. Die Schenkelringe (Trochanteren) sind manchmal mit den Schenkeln (Femora) verwachsen, die Tarsen sind zweigliedrig. Die Nymphen haben zwischen dem dritten bis sechsten, zwischen dem vierten bis sechsten oder seltener nur zwischen dem dritten und vierten Hinterleibssegment Duftdrüsen. Die Stigmen befinden sich in der Regel auf der ventralen Körperseite.
Die Familie wird durch folgende Autapomorphien definiert: Der Phallus der Männchen hat eine deutliche, sklerotisierte Phallotheca und das Endosoma besteht aus Conjunctiva und Vesica. Die Pulvilli an den Beinen sind, so sie ausgebildet sind, ähnlich gebaut wie die der Trichophora, fehlen jedoch bei den Aradinae. Die Speicheldrüsen sind röhrenförmig. Die Eier haben mikropylare Fortsätze. Die Spermatheca besteht aus einem birnenförmigen Teil und einem Teil, der einem Pumpenflansch ähnelt.

## Vorkommen
Die Rindenwanzen treten in allen großen zoogeographischen Regionen auf. Fünf der acht Unterfamilien sind weitgehend weltweit verbreitet, drei weitere australisch, neuseeländisch und südamerikanisch. Fast die Hälfte aller Arten sind in der orientalisch-pazifischen Region beheimatet, wobei alleine rund 200 Arten aus Neuguinea bekannt sind. Die meisten Arten leben unter Rinde von Totholz, oder unter Rindenstücken, Ästen und anderen Objekten am Boden von feuchten Wäldern.
Fossil überliefert sind mehr als ein Dutzend Arten der Gattung Aradus in eozänem Bernstein aus der östlichen Ostsee.

## Lebensweise
Mit ihrem flachen Körperbau können Rindenwanzen unter loser Borke oder in engen Holzspalten leben. Sie sind aufgrund ihrer Färbung und Gestalt auf der Borke sehr gut getarnt. Es gibt Arten, die bevorzugt an verbranntem Totholz leben und entsprechend schwarz gefärbt sind. Manche Arten leben in Gesellschaft von Termiten, es gibt aber auch solche, die in Nestern von Vögeln und Nagetieren, oder in den Gängen von holzbohrenden Käfern leben. Vermutlich ernähren sich die Wanzen auch dort von Pilzen.
Viele Rindenwanzen ernähren sich von Pilzen. Durch ihre speziell gebauten Mundwerkzeuge saugen sie nicht nur an den Fruchtkörpern, sondern auch an den Hyphen tief im Totholz. Der Großteil der Arten lebt an bestimmten Gehölzgattungen bzw. -familien und deren spezifischen Pilzen. Die Wanzen müssen weite Dispersionsflüge in Kauf nehmen, um das entsprechende Holz im geeigneten Zersetzungsstadium und dem entsprechenden Pilzbefall zu finden, da die entsprechenden Lebensbedingungen nur bei kürzlich abgestorbenem Holz vorgefunden werden und schnell für die Wanzen ungeeignet werden. Entsprechend müssen die Wanzen auf den Verlust ihrer Nahrungsgrundlage mit der Suche nach neuen reagieren können. Die flugunfähigen Arten der Mezirinae und Carventinae leben im feuchten Boden von Regenwäldern und haben dort ein Überangebot an Pilzmyzel im Totholz. Durch die weitgehend gleichmäßigen Bedingungen finden sie kontinuierlich ihre Nahrung, wodurch sie auf den Dispersionsflug nicht angewiesen sind.
Die Arten der Unterfamilien Aneurinae und Calisiinae, und vermutlich auch Arten anderer Gruppen, ernähren sich vom Saft sterbender, oder lebender Bäume. Außerdem saugt zum Beispiel die Kiefernrindenwanze (Aradus cinnamomeus) am Kambium-, Phloem- und Xylemsaft von lebenden Kiefern und Lärchen und verursacht deswegen an den Pflanzen Schäden. Auch Aradus rinnamomeus kann bei Massenauftreten Schäden in der Forstwirtschaft verursachen.
Anders als bei Wanzen üblich verläuft die Entwicklung der Rindenwanzen in Mitteleuropa azyklisch, wodurch das ganze Jahr über sowohl Nymphen, als auch Imagines zu finden sind. Die Dauer von der Eiablage bis zum adulten Insekt ist je nach Art sehr unterschiedlich und kann auch mehr als ein Jahr dauern. Die Weibchen kleben ihrer Eier an der Oberfläche unterhalb von loser Borke oder in Holzspalten auf. Zumindest bei einer Art, Neuroctenus pseudonymus, ist Brutpflege nachgewiesen. Das Weibchen verlässt ihr Gelege zwar nach der Ablage, das Männchen bewacht die Nachkommen aber über circa zwei Wochen, bis die Nymphen schlüpfen und teilweise auch ein oder zwei Tage darüber hinaus.

## Taxonomie und Systematik
Die Rindenwanzen bilden mit den nächstverwandten Termitaphididae die gemeinsame Überfamilie Aradoidea, die zu allen übrigen Pentatomomorpha (Trichophora genannt) in einem Schwestergruppenverhältnis steht. Folgende Unterfamilien und Triben werden von Schuh&Slater (1995) anerkannt:
- Unterfamilie Aneurinae (7 Gattungen, 95 Arten; weltweit)
- Unterfamilie Aradinae (4 Gattungen, etwa 200 Arten; vor allem aber Holarktis)
- Unterfamilie Calisiinae (6 Gattungen, etwa 100 Arten; vor allem Paläarktis)
- Unterfamilie Carventinae (60 Gattungen; vor allem tropisch verbreitet)
- Unterfamilie Chinamyersiinae
  - Tribus Chinamyersiini (3 Arten; Neue Hebriden, Neukaledonien, Neuseeland)
  - Tribus Tretocorini (1 Gattung, 6 Arten; Neuseeland, Ost-Australien)
- Unterfamilie Isoderminae (1 Gattung, 4 Arten; Chile, Neuseeland, Australien, Tasmanien)
- Unterfamilie Mezirinae (zumindest 119 Gattungen, 308 Arten; weltweit, vor allem Tropen und Subtropen)
- Unterfamilie Prosympiestinae
  - Tribus Llaimocorini (1 Art, Chile)
  - Tribus Prosympiestini (3 Gattungen, 12 Arten, Neuseeland, Australien, Tasmanien)

## Arten in Europa
In Europa treten folgende Arten auf:
- Aneurus avenius (Dufour, 1833)
- Aneurus tagasastei Enderlein, 1931
- Aneurus laevis (Fabricius, 1775)
- Aradus angularis J. Sahlberg, 1886
- Aradus annulicornis Fabricius, 1803
- Aradus aterrimus Fieber, 1864
- Aradus betulae (Linnaeus, 1758)
- Aradus betulinus Fallen, 1807
- Aradus bimaculatus Reuter, 1872
- Aradus brenskei Reuter, 1884
- Aradus brevicollis Fallen, 1807
- Aradus canariensis Kormilev, 1954
- Aradus caucasicus Kolenati, 1857
- Aradus cedri Puton, 1873
- Aradus cinnamomeus Panzer, 1806
- Aradus conspicuus Herrich-Schäffer, 1835
- Aradus corticalis (Linnaeus, 1758)
- Aradus crenaticollis R.F. Sahlberg, 1848
- Aradus depressus (Fabricius, 1794)
- Aradus dissimilis A. Costa, 1847
- Aradus distinctus Fieber, 1860
- Aradus erosus Fallen, 1807
- Aradus flavicornis Dalman, 1823
- Aradus graecus Heiss, 1997
- Aradus horvathi Vasarhelyi, 1984
- Aradus inopinus Kiritshenko, 1955
- Aradus krueperi Reuter, 1884
- Aradus kuthyi Horvath, 1899
- Aradus laeviusculus Reuter, 1875
- Aradus lauri Noualhier, 1893
- Aradus lugubris Fallen, 1807
- Aradus mirus Bergroth, 1894
- Aradus montandoni Reuter, 1885
- Aradus obscurus Vasarhelyi, 1988
- Aradus obtectus Vasarhelyi, 1988
- Aradus pallescens Herrich-Schäffer, 1840
- Aradus pictus Baerensprung, 1859
- Aradus reuterianus Puton, 1875
- Aradus ribauti Wagner, 1956
- Aradus serbicus Horvath, 1888
- Aradus signaticornis R.F. Sahlberg, 1848
- Aradus somcheticus Kiritshenko, 1913
- Aradus stenopterus Bergroth, 1887
- Aradus truncatus Fieber, 1860
- Aradus versicolor Herrich-Schäffer, 1835
- Calisius ghiliani (A. Costa, 1864)
- Calisius salicis Horvath, 1913
- Iralunelus gallicus (Stys, 1974)
- Mezira tremulae (Germar, 1822)
- Quilnus discedens (Horvath, 1911)
- Quilnus marcosi Heiss & Baena, 2006
- Quilnus mediterraneus Heiss, 1989
- Quilnus parvicollis (Stål, 1873)
- Quilnus subsimilis (Horvath, 1911)

## Weitere Arten
Eine Auswahl außereuropäischer Arten:
- Neuroctenus simplex (Uhler, 1876)

## Belege